# Маріам Арцруні

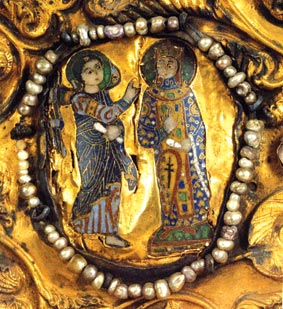
Маріам в ролі вд́ової цариці Грузії (деталь Хахульського триптиху)

Маріам (груз. მარიამი) — грузинська цариця і регентка. Була дочкою Сенекеріма Арцруні з династії Арцрунідів, царя Васпуракана, та першою дружиною грузинського царя Георгія I. Будучи вд́овою царицею Грузії, вона правила як регентка свого неповнолітнього сина Баграта IV від 1027 до 1037 року й була залучена в дипломатичні відносини з Візантійською імперією.

## Походження та початок діяльності
Маріам була одружена з Георгієм I, що правив Грузією в 1014—1027 роках, але, мабуть, цар розлучився з нею, щоб одружитися з Альдою, донькою царя Аланії. Маріам знову з'явилася на історичній сцені після смерті Георгія і сходження на грузинський престол 1027 року їх сина Баграта IV. За малолітства Баграта вона ділила своє регентство з вельможами, особливо з князями Ліпарітом та Іване Абазасдзе.
1031 чи 1032 року Маріам відвідала двір візантійського імператора Романа III Аргира в Константинополі від імені Баграта IV і повернулася додому з мирним договором, почесним титулом куропалата і візантійською нареченою Оленою (дочкою Василя, брата Романа III) для свого сина.

## Політична діяльність
Маріам продовжувала відігравати помітну роль в політиці Грузії навіть після того, як Баграт взяв на себе всю повноту влади. Грузинські хроніки говорять про те, що вірмени були її підданими через її походження, можливо, мова в них йде про тримісячний грузинський контроль над Ані, після якого місто було остаточно анексоване візантійцями в 1045 році. Вони також повідомляють про розбіжності між Багратом і Маріам щодо майбутнього зведеного брата царя Деметрія, який перейшов на бік візантійців в 1033 році, передавши їм фортецю Анакопію. Маріам виступала за примирення братів і зробила марну спробу повернути бунтівного Деметрія до вірності Грузії. Під час вимушеного вигнання Баграта при візантійському дворі в 1050-х роках Маріам супроводжувала свого сина і провела з ним три роки в Константинополі під час правління там Костянтина IX Мономаха.

## Громадська діяльність
Маріам була відома свої заступництвом і фінансовою допомогою християнської церкви та монастирських фондів. Вона вільно володіла кількома мовами, включаючи грузинську, грецьку та вірменську.
Маріам згадується за пожертви в Іверський монастир (на Афоні) в його Синодіконі. Також відомо про її спілкуванні з грузинським ченцем і вченим Георгієм Афонським, під впливом якого Маріам зрештою сама стала черницею.
Згідно з «Житієм Георгія Агіоріта», після одруження своєї внучки Марти-Марії на Михайла VII Дуки (1065) Маріам вирушила в Антіохію з наміром здійснити подальше паломництво до Єрусалиму, несучи з собою імператорський орден для дукса і патріарха Антіохії. Там, однак, переконали царицю утриматися від відвідування утримуваного сарацинами Єрусалиму. Георгій Агіоріт взяв її гроші і роздав їх біднякам і тамтешнім монастирям.

## Смерть
Смерть Маріам не згадується в хроніках. Вона була присутня біля смертного одра Баграта IV в 1072 році і, безсумнівно, не дожила до 1103 року, коли її згадано в літописі грузинського церковного собору в Руїсі-Урбнісі.